# Садиба Міллера
Садиба Міллера — комплекс будинків на вулиці Жилянській 38 у місті Києві.

## Опис
Будинок, що виходить на вулицю Жилянську, є найвиразнішим і найціннішим елементом комплексу, в якому збереглися первісний характер фасадів та внутрішнє планування. Це — цегляний, двоповерховий, на бутовому стрічковому підмурку, будинок у неогрецькому стилі. Головний вхід фланкують рустовані лопатки, на другому поверсі замість лопаток застосовано мотив здвоєних канелюрованих пілястрів коринфського ордера, що фланкують віконний проріз. Поле аттика акцентує виразна люкарна, біля неї — рельєф з датою «1860-1863». Обидві бічні частини увінчано високими ступінчастими аттиками з рельєфним меандровим фризом та додатковим виразним елементом — трикутним фронтоном, що оздоблений ліпленими елементами рослинного рисунка. Вікна на другому поверсі оформлені профільованими рамковими лиштвами, сандриками. Фриз проміжних ділянок, заповнений ліпленням рослинних мотивів.
На початку 1860-х років тут існувала школа товариства «Стара громада». Серед членів «Старої громади» були Володимир Антонович, Тадей Рильський, Павло Житецький, Микола Лисенко, Михайло Старицький, Павло Чубинський, Володимир Страшкевич та інші видатні діячі української інтелігенції. Число її членів було близько 200 чоловік.
З 1988 року тут розташований міжнародний ліцей «Гранд».
3 2024 року почав діяти Ліцей КМДШ Гранд.

## Галерея

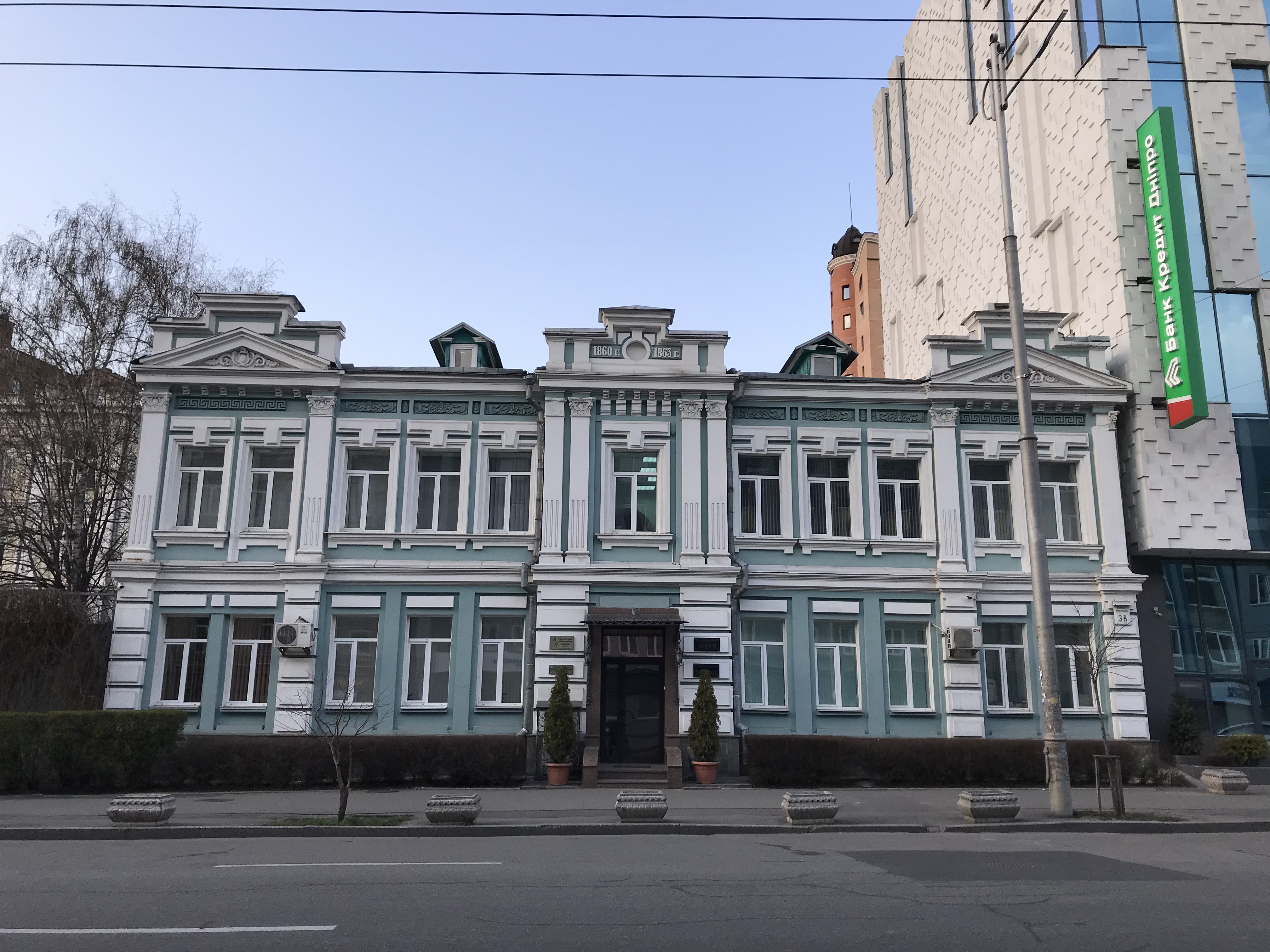
Загальний вигляд
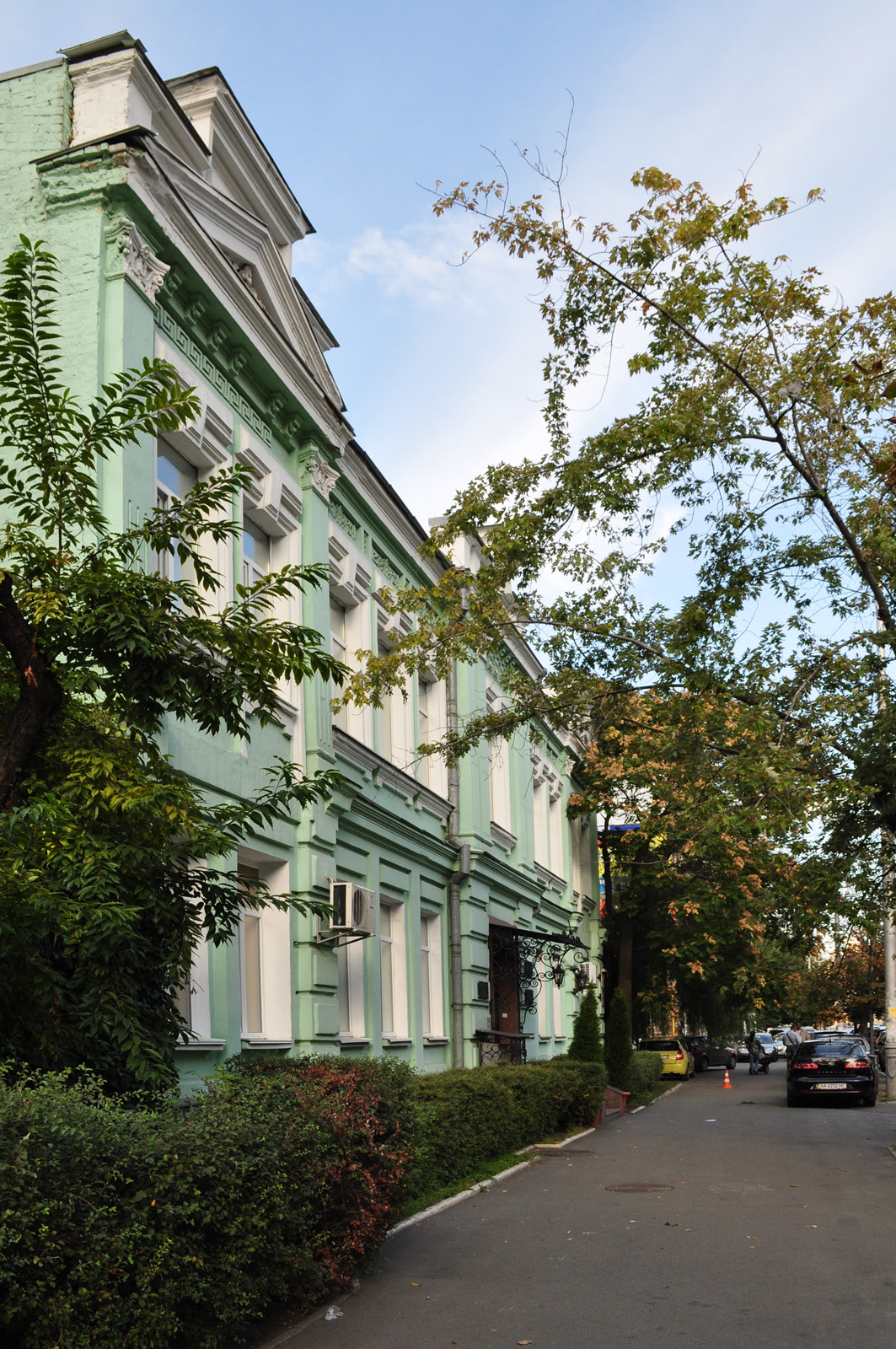
Будинок зблизька
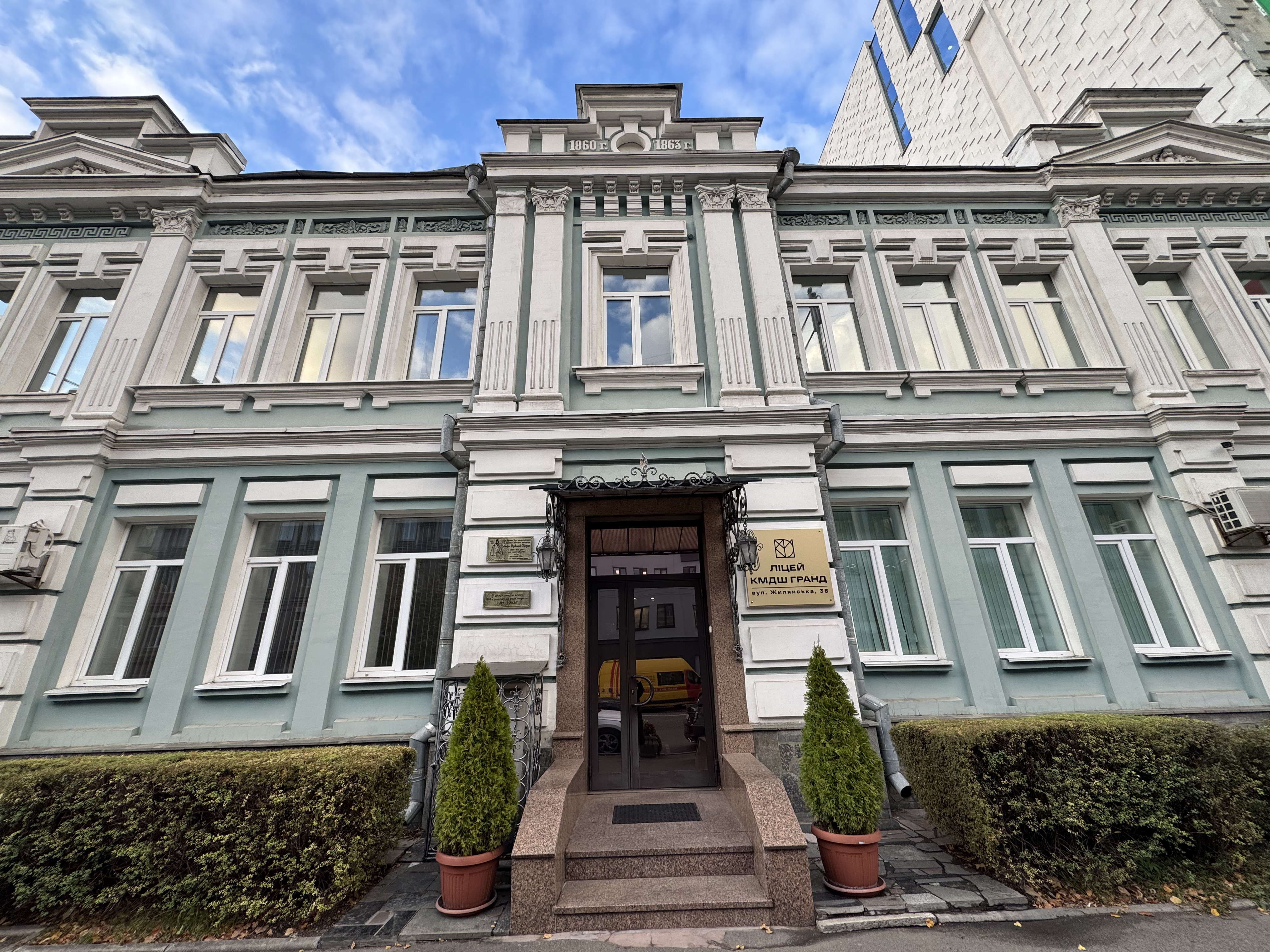
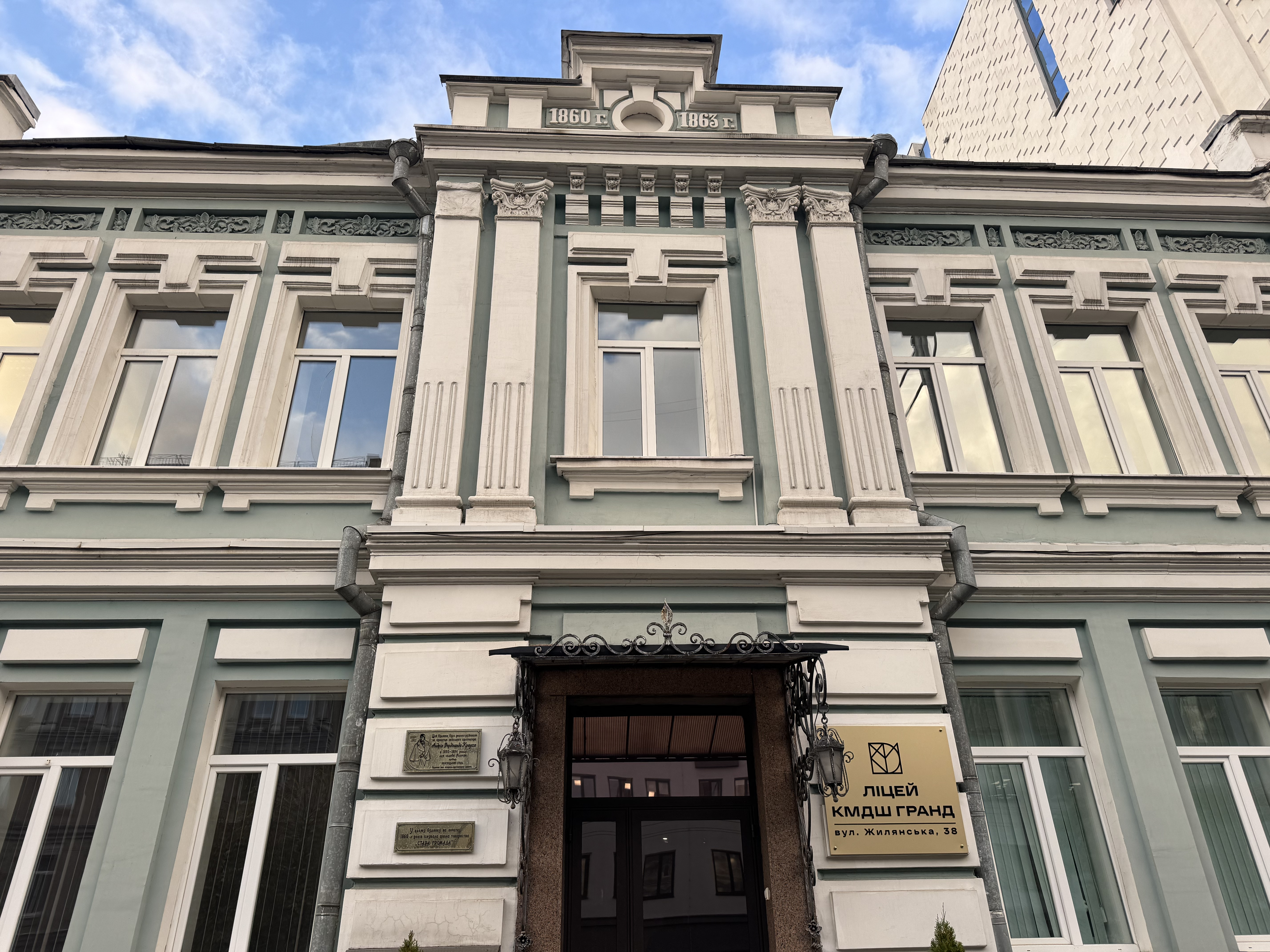